# Grand projet ferroviaire du Sud-Ouest
Das Grand projet ferroviaire du Sud-Ouest, kurz GPSO (deutsch großes Eisenbahnprojekt des Südwestens) ist ein Eisenbahnprojekt von SNCF Réseau im Südwesten Frankreichs, das den Bau von zwei Hochgeschwindigkeitsstrecken LGV Bordeaux–Toulouse und LGV Bordeaux–Espagne, sowie den Ausbau der Bahnstrecken südlich von Bordeaux (aménagement ferroviaire au sud de Bordeaux, AFSB) und nördlich von Toulouse (aménagement ferroviaire au nord de Toulouse, AFNT) zum Ziel hat.
Insgesamt ist der Bau von 418 km Neubaustrecken, zwischen Saint-Médard-d’Eyrans, südlich von Bordeaux, Saint-Jory, nördlich von Toulouse und Biriatou, an der französisch-spanischen Grenze östlich von Hendaye, geplant. Die Realisierung soll in mehreren Etappen erfolgen, zuerst soll die Strecke zwischen Bordeaux und Toulouse bis 2032 in Betrieb gehen, anschließend folgt die Strecke bis Dax. Die Inbetriebnahme des Streckenabschnitts bis an die spanische Grenze und Verknüpfung mit dem baskischen Y ist bisher nicht terminiert. Es sind an den Strecken drei neue Bahnhöfe für Hochgeschwindigkeitszüge geplant (Agen, Montauban und Mont-de-Marsan) sowie zwei für den schnellen Regionalverkehr (Sud-Gironde und Côte-Landaise).
Um im Zulauf auf die Neubaustrecken eine ausreichende Kapazität zur Verfügung zu stellen und das Angebot im Regionalverkehr ausbauen zu können, ist südlich von Bordeaux der Bau eines 3. Gleises über 12 km geplant, sowie der viergleisige Ausbau nördlich von Toulouse über 19 km.
Die Kosten für die erste Etappe (LGV Bordeaux–Toulouse, LGV Bordeaux–Dax, AFSB und AFNT) werden auf 14 Milliarden Euro (laufende Euro) geschätzt. Der Staat und die lokalen Gebietskörperschaften tragen jeweils 40 % der Kosten, die restlichen 20 % werden von der Europäischen Union übernommen. Für die zweite Etappe (LGV Dax–Espagne) werden die Kosten mit 4 Milliarden Euro (Preisstand 2013) angegeben.